# Veteranos del Real Madrid Baloncesto
La sección de Veteranos del Real Madrid de Baloncesto nació en 1996 gracias al impulso de la Asociación de Jugadores del Real Madrid de Baloncesto, caracterizada por disputar sus partidos las viejas leyendas del Real Madrid, conociéndose también como Real Madrid Leyendas.

## Historia
La Asociación de Jugadores del Real Madrid de Baloncesto, con sede en el Estadio Santiago Bernabéu, nace como asociación sin ánimo de lucro patrocinada por el Real Madrid y su Fundación, constituyéndose formalmente en 1996 con los exjugadores de la sección que hayan permanecido en la primera plantilla al menos una temporada, con el objetivo de pasear el nombre del Real Madrid por España y Europa como lo hicieran en antaño, incorporando la acción social, formativa y solidaria.
Su primer partido oficial se disputó en 1996, en Fuente del Maestre, Badajoz (Almendralejo, 73; Real Madrid, 96). Desde entonces, han sumado más de 200 partidos distribuidos por toda la geografía española (han visitado prácticamente todas las comunidades autónomas) y por el extranjero, sumando un récord de 47 partidos consecutivos ganados y tres años invictos. En el año 2000 se consigue la victoria más holgada de la historia, con una diferencia de 88 puntos (38-126) en Campo de Criptana. Han jugado diferentes partidos amistosos y benéficos, como de baloncesto en silla de ruedas.
Emiliano Rodríguez fue uno de los mejores jugadores de la historia del baloncesto blanco, y de los más destacados en Europa. Sus míticos duelos europeos, y sus numerosos títulos consegidos, le hicieron ingresar en el salón de la fama de la FIBA. Estas y otras muchos logros, hicieron que en 2004, el presidente Florentino Pérez nombrase a Emiliano Presidente de Honor de la sección de baloncesto del Real Madrid C. F., un cargo similar al que ostenta Alfredo Di Stéfano en fútbol. Todo un honor que recayó en una de las personas que más ha hecho en las canchas por difundir el nombre del Real Madrid. El presidente de la Asociación de Jugadores del Real Madrid de Baloncesto es actualmente Rafael Rullán, y Emiliano Presidente de honor de la sección y asesor presidencial.

## Organigrama
- Presidente del Club:   Florentino Pérez
- Presidente de Honor de la sección y de la Asociación:   Emiliano Rodríguez (2004-Act.)
- Presidente de la Asociación de Jugadores del Real Madrid de Baloncesto:   Rafael Rullán

## Instalaciones
- Palacio de Deportes de la Comunidad de Madrid donde juega sus partidos el primer equipo de baloncesto.

- Ciudad Deportiva donde juegan los equipos filiales como local, en el Polideportivo "Valle de las Cañas" en Pozuelo de Alarcón, Madrid.[6]

## Web
Además de la web oficial del club, la asociación, adaptándose a los más recientes formatos para difundir la información, ha registrado el dominio
www.leyendasbaloncestorealmadrid.es, una página web de fácil navegación en la que sus usuarios pueden
acceder a las noticias más reciente sobre todos los partidos disputados por las Leyendas del Real Madrid y ver
las fotografías de estos encuentros. Además, la página cuenta con un calendario actualizado de partidos, artículos de opinión, historial y palmarés de sus miembros y mucho más. También se puede participar de la actualidad
de la Asociación a través de Facebook y Twitter.

## Palmarés
Además de los torneos conquistados reflejados a continuación, la sección de veteranos del Real Madrid de Baloncesto, gana numerosos partidos benéficos, homenajes y amistosos, que hacen más grande todavía su trayectoria y sus números. Sumando más de 200 partidos distribuidos por toda la geografía española y por el extranjero, sumando un récord de 47 partidos consecutivos ganados y tres años invictos, como bien refleja la página oficial de la Asociación de Jugadores del Real Madrid de Baloncesto.